# NGC 2612
NGC 2612 је елиптична галаксија у сазвежђу Хидра која се налази на NGC листи објеката дубоког неба.
Деклинација објекта је - 13° 10' 27" а ректасцензија 8h 33m 50,1s. Привидна величина (магнитуда) објекта NGC 2612 износи 12,7 а фотографска магнитуда 13,7. NGC 2612 је још познат и под ознакама MCG -2-22-20, PGC 24028.